# Max Factor
Max Factor ― косметический бренд фирмы Coty. Он был основан в 1909 году как Max Factor & Company косметологом, Максом Фактором.
Изначально бренд специализировался на гриме для кинофильмов. До продажи в 1973 году за 500 миллионов долларов США (примерно 3 миллиарда долларов в 2017 году) Max Factor & Company принадлежала нескольким поколениям семьи, став за это время международной компанией. В 1991 году он был продан компании Procter & Gamble.

## История
Максимилиан Факторович родился в маленьком городке в Польше. В 15 лет уехал покорять Россию, работал в Большом театре.
После иммиграции из России в Соединённые Штаты в 1904 году Макс Фактор перевез свою семью и бизнес в Лос-Анджелес, штат Калифорния, заметив спрос на парики и театральный грим у набирающей обороты киноиндустрии. Помимо продажи косметики собственного производства, он вскоре стал дистрибьютором двух ведущих производителей театральной косметики ― Leichner и Minor.
В первые годы существования бренда Фактор лично красил актёров и актрис своей косметикой. Он приобрел репутацию профи, который мог представить актёров и актрис в выгодном свете на экране. Среди его самых известных клиентов были Мейбл Норманд, Бен Терпин, Глория Свенсон, Мэри Пикфорд, Пола Негри, Джин Харлоу, Клодетт Кольбер, Бетт Дэвис, Норма Ширер, Джоан Кроуфорд, Люсиль Болл и Джуди Гарланд. В результате практически все крупные киноактрисы были постоянными клиентами салона красоты Max Factor, расположенного недалеко от Голливудского бульвара.
К 1920-м годам его сыновья Дэвис и Фрэнк были активно вовлечены в бизнес, причем Дэвис стал генеральным менеджером, а Фрэнк помогал отцу в разработке новых средств.
В 1925 году компания получила свой самый большой заказ на сегодняшний день, когда ей пришлось выполнить срочный заказ на поставку 600 галлонов светло-оливкового грима для съемок фильма «Бен-Гур: история Христа», чтобы цвет кожи американских статистов соответствовал цвету кожи итальянских статистов.
В 1926 году для фильма «Наше море» Макс и Фрэнк Факторы разработали первый водонепроницаемый театральный грим.
К 1920-м годам Макс Фактор стал известен за пределами киносообщества, что привело к тому, что в начале 1930-х годов компания создала собственный отдел по связям с общественностью.
В то время как Макс Фактор был рад, что компания остается основным поставщиком косметики для киносообщества, но его дети были убеждены, что они могут превратить компанию в гораздо более крупное предприятие. Национальная дистрибуция началась в 1927 году, когда известная дистрибьюторская компания, Sales Builders, получила права на рекламу, распространение и продажу продукции Factor.
Благодаря своим прочным связям с киноиндустрией Макс Фактор смог использовать поддержку знаменитостей в рекламе своей продукции.
В 1930-х годах Фактор помог разработать устройство, похожее на маску, для измерения контуров лица. Он назвал его Микрометром красоты. Его цель состояла в том, чтобы обнаружить даже едва заметные дефекты, которые могут быть увеличены и более заметны на камере. Затем гример может нанести макияж так, чтобы замаскировать проблему.

## Бренд после смерти Макса Фактора
После смерти Макса Фактора в 1938 году Фрэнк Фактор взял имя Макс Фактор-младший и расширил частную косметическую фирму вместе с членами ближайшей семьи, включая Сидни Фактор, Луиса Фактор, Дэвиса Фактор и Макса Файерштейна.
В 1939 году Макс Фактор-младший начал разработку стойкой помады. Для проверки устойчивости формулы к выцветанию была сконструирована машина для поцелуев. Результат был выпущен в 1940 году как линейка под названием Tru-Color в шести оттенках красного.
В 1951 году компания расширила свой ассортимент, предложив широкий ассортимент мужских шампуней, лосьонов после бритья, дезодорантов и пенок для бритья.
Появление цветного телевидения привело компанию к разработке макияжа Max Factor Color TV.
В 1955 году компания выпустила свой первый аромат Electrique, а три года спустя ― Primitif.
К началу 1970-х годов Сидни Фактор вышел из совета директоров, а Барбара Фактор, Дональд Фактор и Дэвис-младший Фактор из третьего поколения также покинули компанию, чтобы преследовать другие интересы. В результате сократилось участие семьи. Дэвис Фактор все ещё был председателем совета директоров, в то время как Альфред Джей Файрстайн был президентом и генеральным директором, когда в 1973 году компания согласилась объединиться с Нортоном Саймоном. Это событие было омрачено несколько недель спустя внезапной смертью Альфреда Джея Файрстайна в возрасте 48 лет. Честер Файрстайн сменил его на посту президента компании, но через три года, в 1976 году, ушел в отставку, чтобы посвятить свое время личным интересам. Его заменил человек, не являющийся членом семьи. Его уход вместе с уходом Макса Фактора-младшего в том же году означал, что теперь не было ни одного члена семьи Макса Фактора, работающего в компании.
Во время правления Честера Файрстайна компания расширилась за рубежом и выпустила множество новых продуктов, включая маски для мужчин, серебристый водонепроницаемый макияж и в 1975 году успешную линию ароматов Halston, которая быстро стала вторым самым продаваемым ароматом в мире, уступив Chanel No. 5.
Именно при Нортоне Саймоне Max Factor запустил линию косметики Maxi, ориентированную на более молодого потребителя. Maxi продавала продукты, ориентированные на подростков, такие как блеск для губ. Maxi была создана для того, чтобы конкурировать с лидерами рынка Bonne Bell и CoverGirl. Ни Maxi, ни Geminesse, ни Max Factor не смогли поднять снижающуюся прибыль и долю рынка компании.
В 1983 году Нортон Саймон передал компанию Esmark, к тому времени никто из семьи Факторов не был вовлечен в повседневную деятельность компании. Год спустя Esmark объединилась с Beatrice Foods, которая объединила Max Factor в их подразделение красоты Playtex и перенесла штаб-квартиру Max Factor из Лос-Анджелеса в Стэмфорд, штат Коннектикут. В 1986 году Рональд Перельман из Revlon купил подразделение красоты Playtex за 500 миллионов долларов. В 1991 году Revlon продала Max Factor компании Procter & Gamble за 1,5 миллиарда долларов.
К первому кварталу 2010 года Procter & Gamble прекратила деятельность Max Factor в Соединённых Штатах, вместо этого сосредоточив свои маркетинговые усилия на более успешной линии косметики CoverGirl. Max Factor продолжал продаваться за рубежом.
В июне 2015 года Max Factor стал одним из нескольких брендов, купленных у P&G компанией Coty за 12 миллиардов долларов. Max Factor был перезапущен в 2018 году.